# Kikuchi

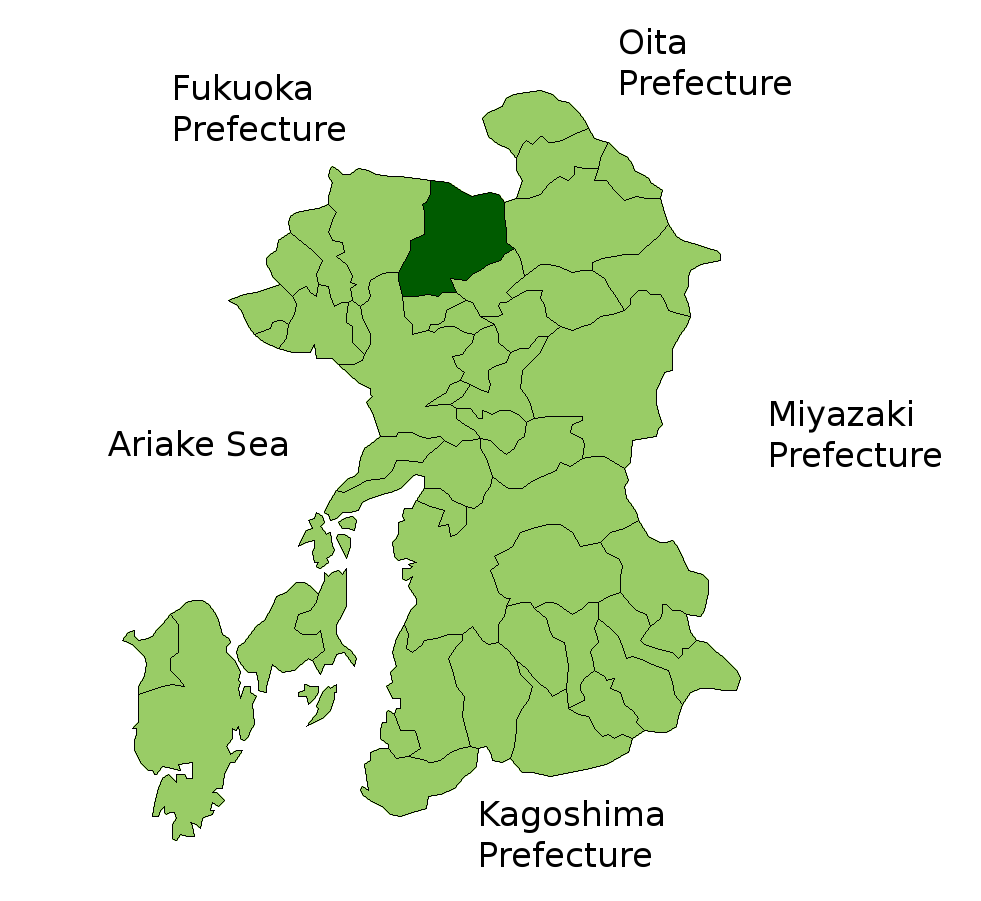

Kikuchi (菊池市 Kikuchi-shi?) este un municipiu din Japonia, prefectura Kumamoto.